# تیتیکاکا ۱۸۰۱
سیارک ۱۸۰۱ (به انگلیسی: 1801 Titicaca، نامگذاری:1952SP1) هزار و هشتصد و یکمین سیارک کشف شده‌است که در ۲۳ سپتامبر ۱۹۵۲ کشف شد.
قدر مطلق سیارک برابر ۱۱٫۰۰ است.